# Креки
Креки (Créquy или Créqui) — французская дворянская фамилия из области Артуа, которая стяжала славу своей доблестью в годы крестовых походов. Многие её представители сложили голову при Азенкуре, под стенами Дамьетты и Сен-Кантена, в других славных битвах. При Старом порядке глава рода носил титул герцога де Ледигьера (duc de Lesdiguières).

## Средние века

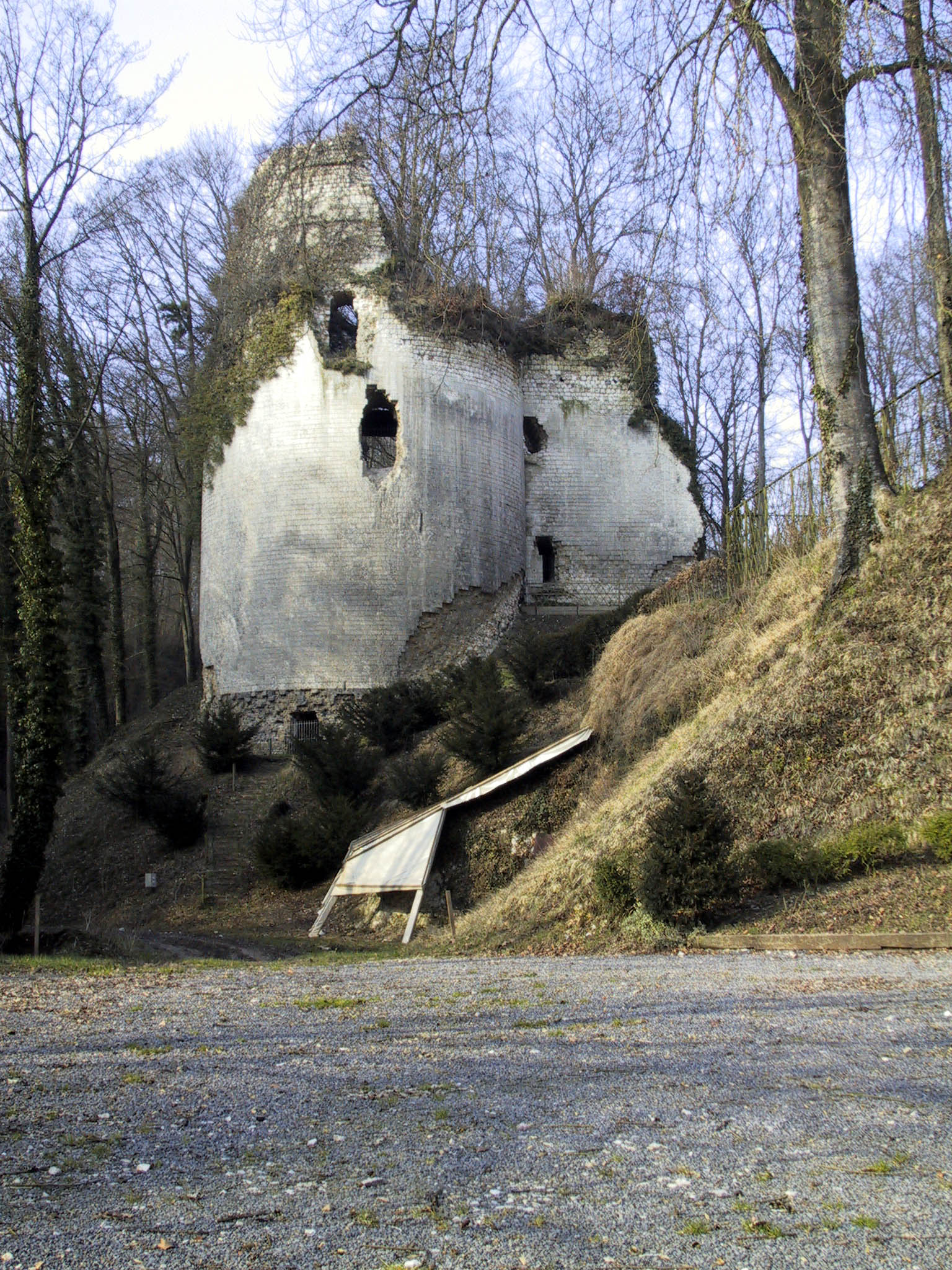
Руины замка Креки

Бароны де Креки владели на западе Фландрии сеньориями Креки, Канапль и Фрессен с X или даже с IX века, хотя связная история рода восстанавливается по документам с эпохи крестовых походов. История нежданного возвращения из Святой Земли к готовой вступить в новый брак супруге рыцаря Рауля де Креки воспета в средневековом «романе о сире де Креки»; на эту тему Дидло поставил в Петербурге один из лучших своих балетов — «Рауль де Креки, или Возвращение из крестовых походов».
Жан V де Креки, один из сподвижников Филиппа Бургундского, был в 1429 г. направлен последним оборонять Париж от наступления Жанны д’Арк. В следующем году при учреждении ордена Золотого Руна он попал в число первых его кавалеров. В конце XV века Креки унаследовали пикардийскую сеньорию Пуа (Poix), владельцы которой (из семейства Тирелей) с XII века именовали себя принцами.

## Герцогская ветвь
Шарль де Креки-Бланшфор (1578—1638), зять и наследник последнего из коннетаблей Франции, герцога де Ледигьера, сражался бок о бок с ним в итальянских и савойских кампаниях, за что был пожалован жезлом маршала. После его гибели в бою за снятие осады с Кремы в 1638 году титул герцога де Ледигьера унаследовал его сын, Франсуа де Креки, граф де Со (1600-77), королевский наместник в Дофине. 

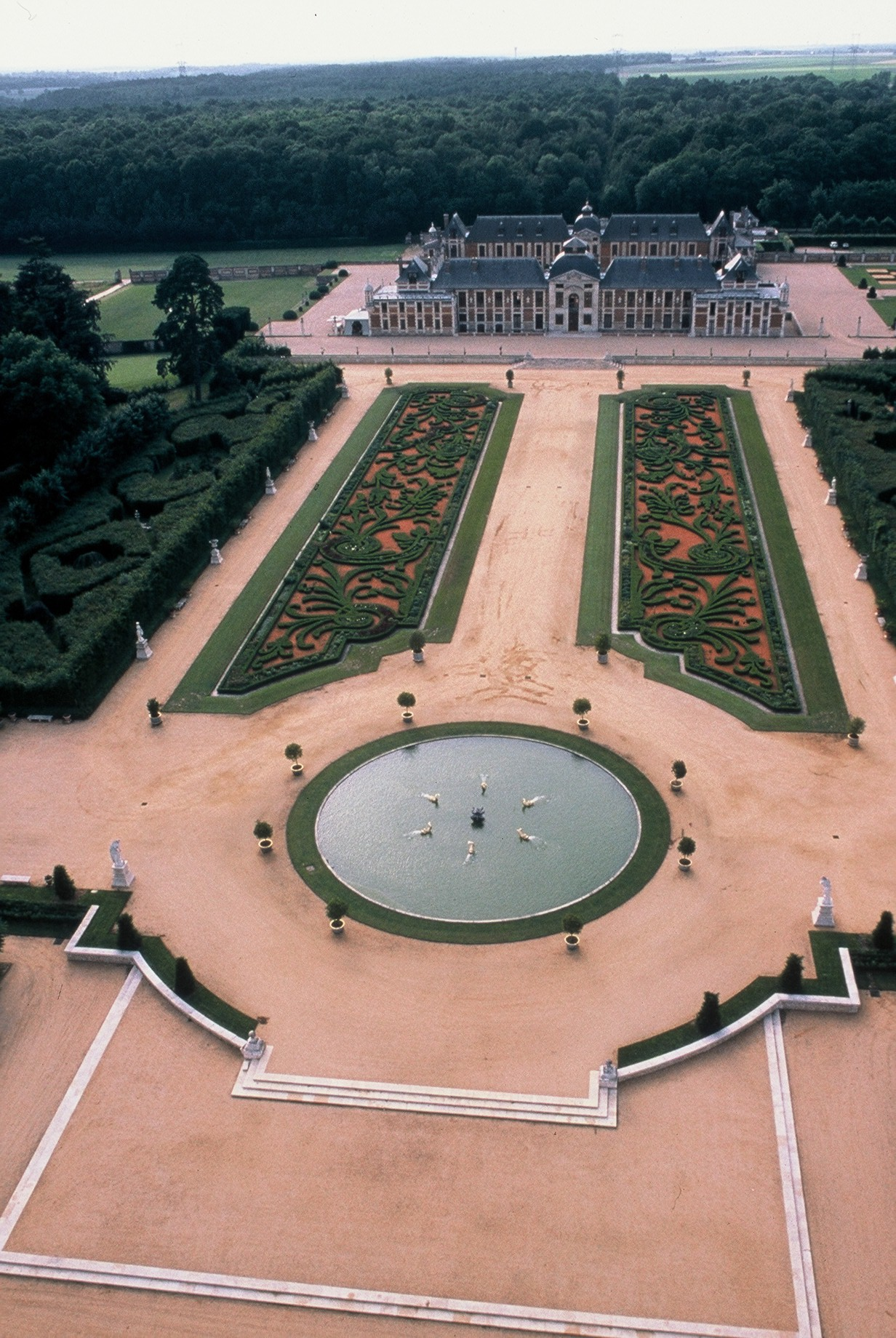
Шан-де-Батай, резиденция маршала Креки в Нормандии

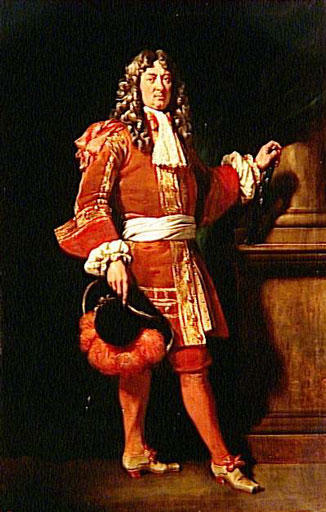
Франсуа де Креки, маршал Франции

Из племянников последнего старший, принц де Пуа, добился переименования сеньории де Пуа в герцогство под именем Креки. Сен-Симон рассказывает о том, что его единственную дочь прочили в невесты Якову Стюарту, жившему тогда во Франции, однако брак не состоялся. Со смертью первого герцога в 1687 году его титул сделался выморочным, а владение Пуа в статусе княжества перешло сначала к его зятю, герцогу де Туару, а затем (путём продажи в 1718 г.) к семейству герцогов де Ноай, где титул принца де Пуа с тех пор носит второй сын главы рода.
Младшим братом герцога де Креки был известный полководец Людовика XIV, маршал де Креки (1625-87), который продолжил воинские традиции семейства завоеванием Лотарингии в 1670 г., но в 1675 г. был принуждён сдать город Трир и попал в плен к неприятелю. Будучи известен своим соперничеством с Тюренном, маршал де Креки после назначения последнего главнокомандующим, или верховным маршалом, вышел в отставку. Оба его сына, подававшие блестящие надежды, сложили головы в кампаниях 1696 и 1702 годов.
Третьим из братьев Креки был 6-й герцог де Ледигьер (ум. 1712), который военной карьере предпочёл придворную, женился на племяннице мадам де Монтеспан, свёл дружбу с Сент-Эвремоном и вошёл в доверие к английскому королю Карлу II, когда тот ещё жил во Франции.

## Младшие ветви
Род де Креки с XIX века считается угасшим, хотя в США проживают графы де Бокор-Креки (Beaucorps de Créquy), происходящие от этого семейства по женской линии и с разрешения Людовика XVIII принявшие в 1815 году их фамилию.
Из младшей, эсмонской, ветви рода Креки происходил писатель Луи Мари де Креки (1705-41), перу жены которого приписывались семитомные «Мемуары маркизы де Креки», увидевшие свет в Париже в 1835 г. Ядовитыми шаржами Вольтера, Руссо, Калиостро, Сен-Жермена, Казановы и других знаменитостей века просвещения зачитывались Пушкин и Вяземский; реальный автор «мемуаров» — некто Кузен де Куршан. Мадам де Креки, дожившая почти до 100 лет, — известная янсенистка, подруга Сенака де Мельяна, с которым переписывалась Екатерина II. Она провела все годы революции в темнице и умерла уже при Наполеоне, в 1803 году.

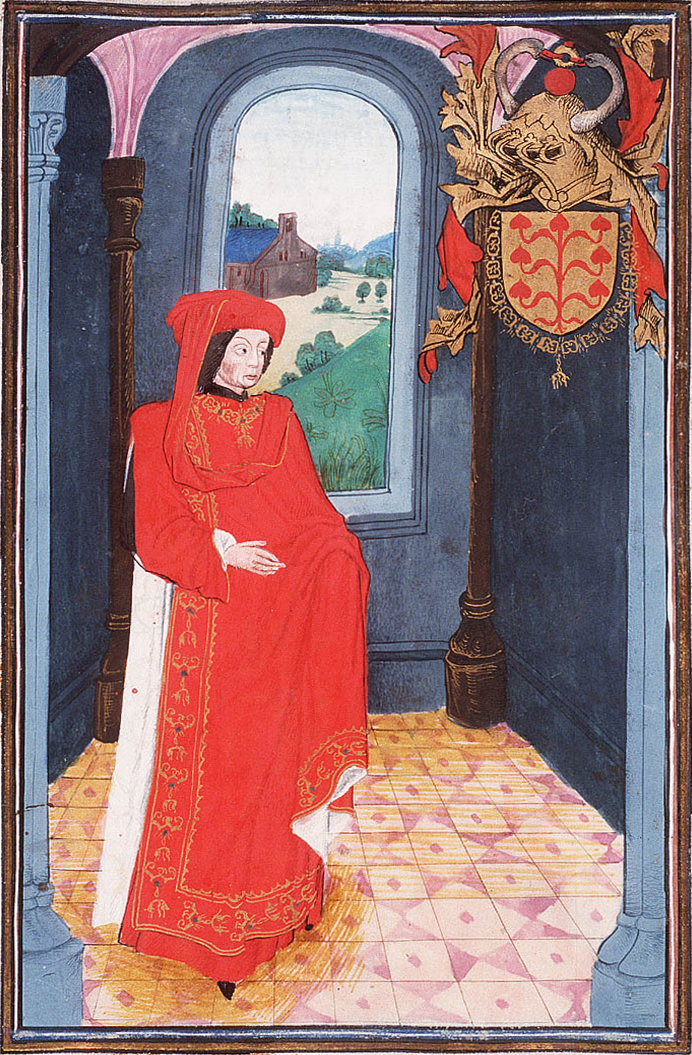
Жан V де Креки в рукописном гербовнике кавалеров ордена Золотого руна (1473)
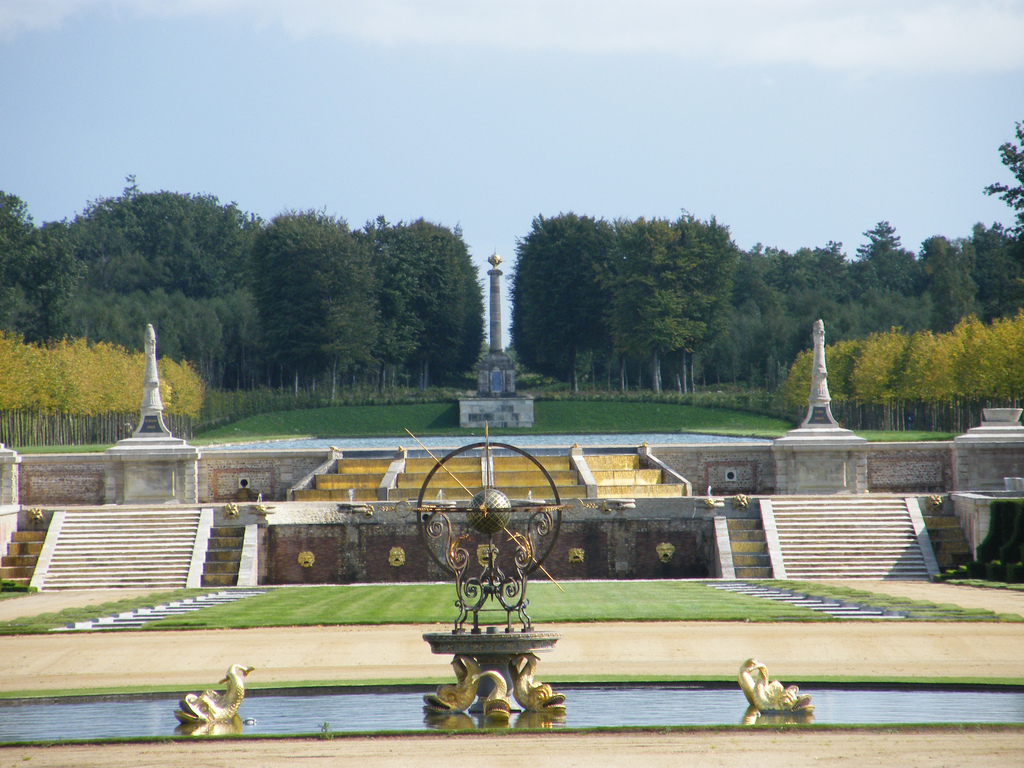
Шан-де-Батай («поле боя») — такое название дал маршал де Креки своей усадьбе
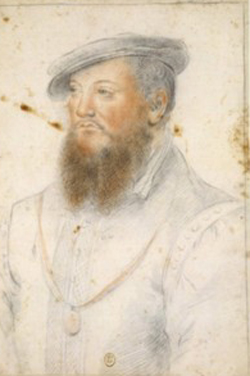
Жан VIII де Креки на портретном наброске Ф. Клуэ
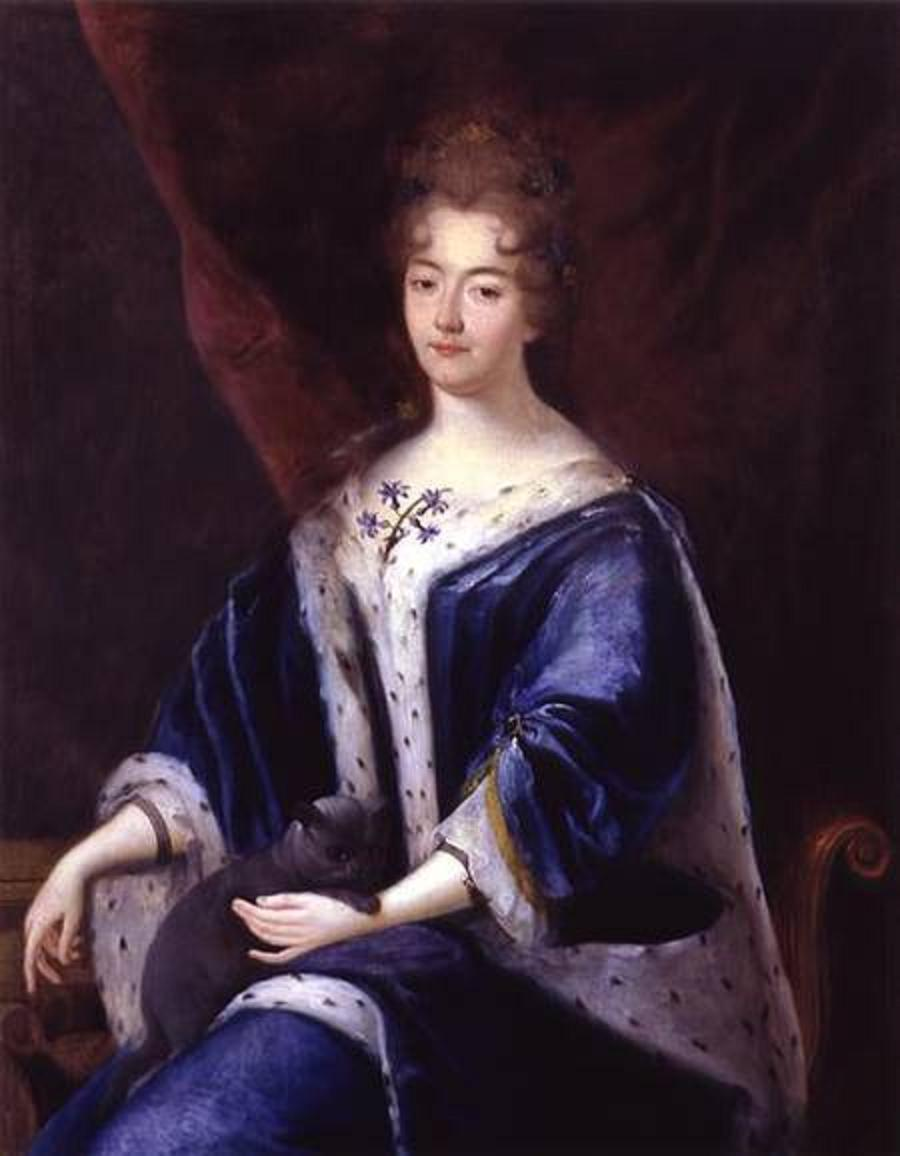
Пьер Миньяр. Портрет последней из рода Гонди, супруги 4-го герцога Ледигьера
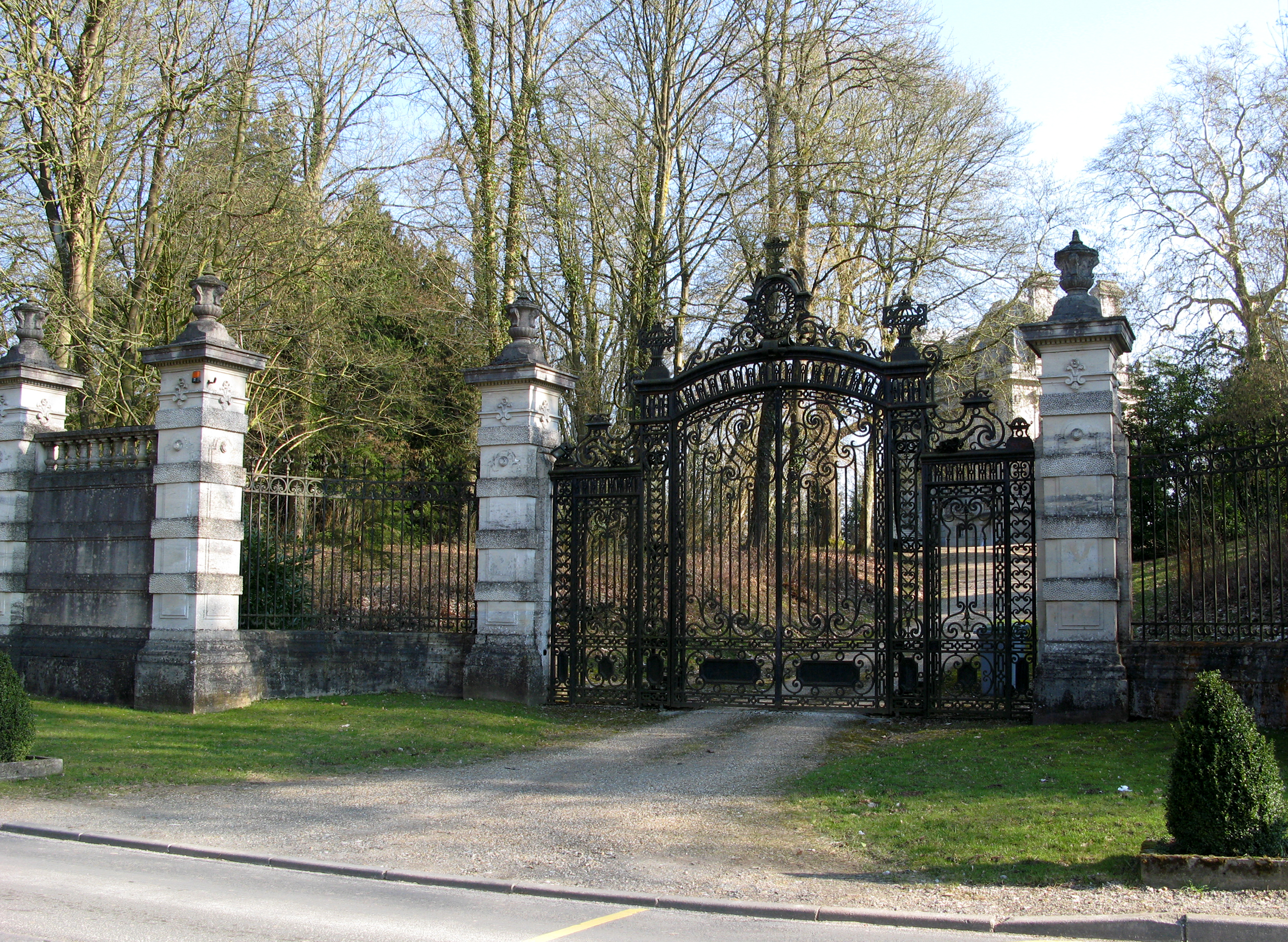
Ворота усадьбы Креки в Канапле